# Assuntos de veteranos

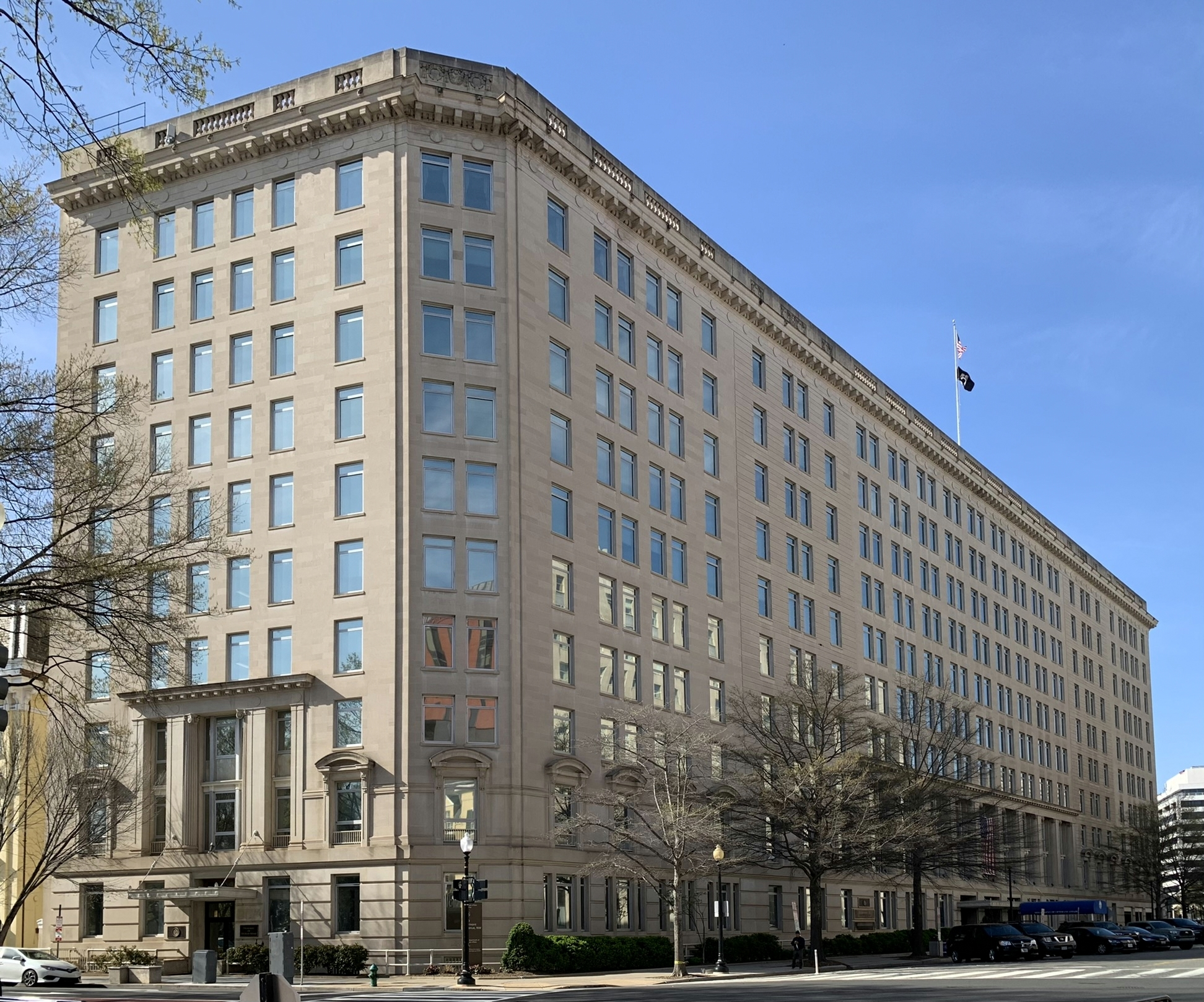
Departamento dos Assuntos de Veteranos dos Estados Unidos em Washington, D.C.

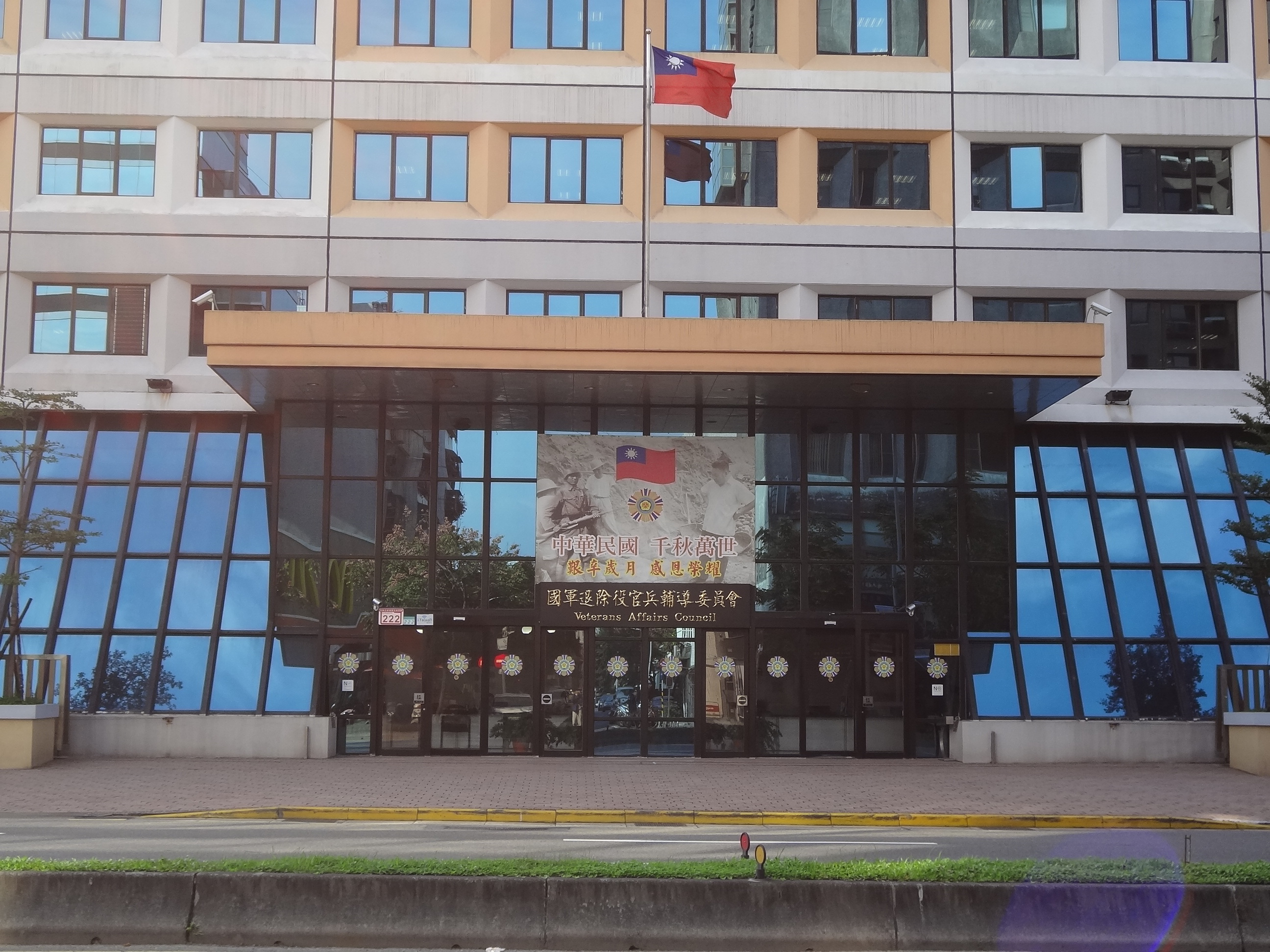
Portão da frente do Conselho dos Assuntos de Veteranos em Taiwan

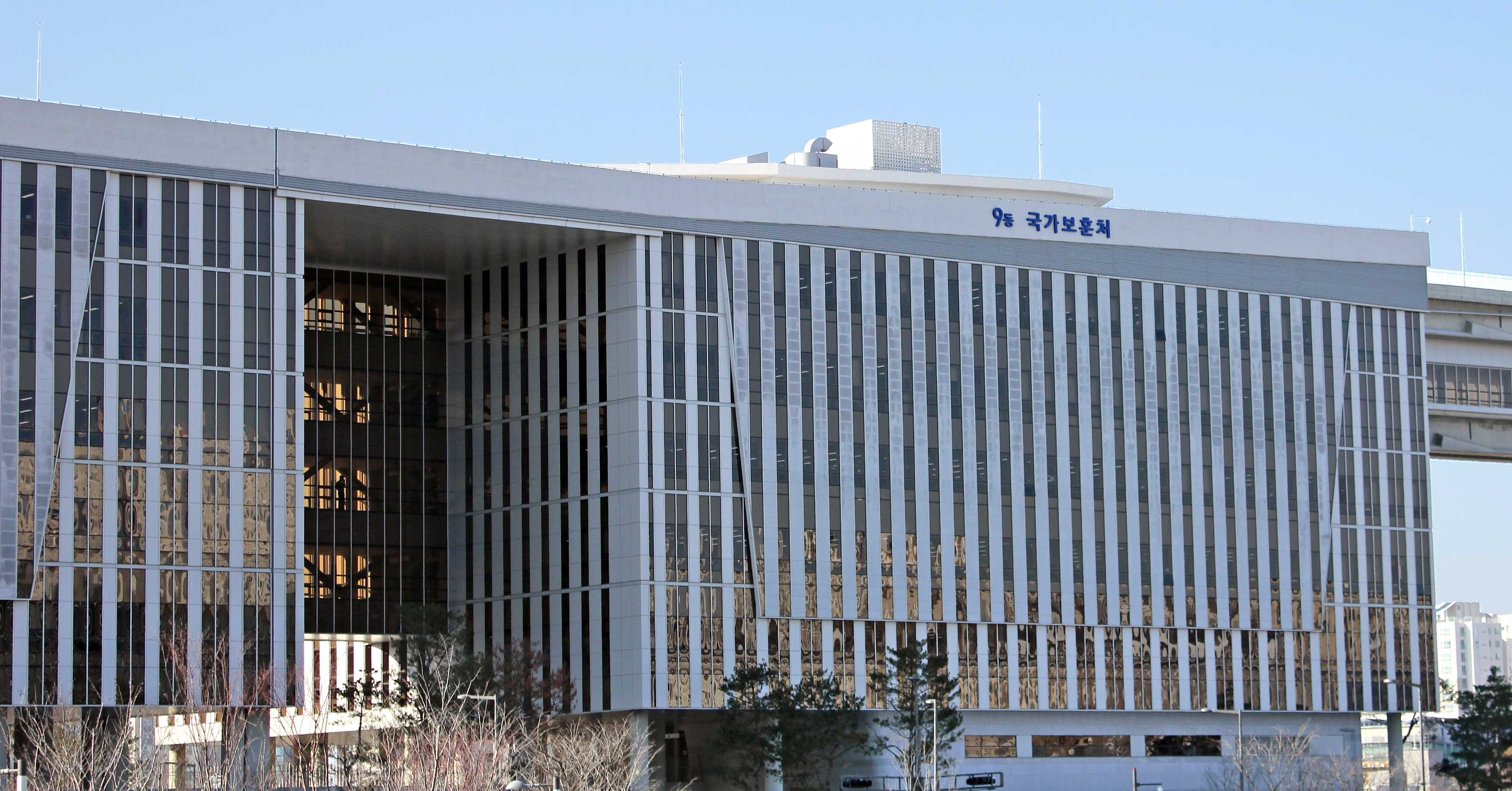
O Ministério dos Assuntos de Patriotas e Veteranos, Coreia do Sul

Assuntos de veteranos é uma área de política pública preocupada com as relações entre um governo e suas comunidades de veteranos militares. Algumas jurisdições têm uma agência ou departamento governamental designado, um Departamento de Assuntos de Veteranos, Ministério de Assuntos de Veteranos, Departamento de Serviços de Veteranos ou semelhante, que supervisiona questões relacionadas a assuntos de veteranos. Esses departamentos fornecem uma variedade de serviços para veteranos.